# Eileen Daly
Eileen Daly (Londres, 1 de junio de 1963) es una actriz, directora, productora de cine, escritora, cantante, presentadora, compositora y ex intérprete de cine para adultos británica. También es una reina del grito contemporánea, que ha protagonizado numerosas películas de terror de culto.

## Biografía
Daly nació como Eileen Mary Theresa Barnes en el municipio de Dulwich (Londres), hija de Mary (de soltera Daly) y James Barnes. Sus padres se separaron cuando ella tenía tres años y adoptó el apellido de su madre. Nieta del boxeador Nipper Pat Daly, Daly creció en Hampton Hill, en Richmond upon Thames, con su madre y su hermano menor Dominic. Asistió brevemente a la escuela de arte dramático, pero abandonó los estudios para tomar clases particulares de interpretación. Daly se marchó de casa muy joven y empezó a trabajar como modelo de glamour para ganarse la vida. Afincada en Londres, empezó a protagonizar varias películas y revistas, y una de sus primeras apariciones en una revista fue en 1979 con la futura estrella y creador de Ben Dover, Simon Lindsay Honey. Apareció en películas producidas por Color Climax Corporation, como Big Tit Dreamer y Lucky Lesbians. Desde entonces, Daly ha vuelto a trabajar con Honey en otros proyectos, como la comedia de situación de Loaded TV Sexxx y el concurso Come Again.
Daly vivió durante un tiempo con el director de vídeos Tim Pope, que dirigió promos para The Cure y Siouxsie And The Banshees. Apareció en varios vídeos para el dúo británico de synth pop Soft Cell, incluido su éxito Tainted Love, publicado por Some Bizzare Records. Los vídeos de Tim Pope para el grupo aparecieron en el álbum de vídeo Soft Cell's Non-Stop Exotic Video Show, que acompañaba a su álbum debut Non-Stop Erotic Cabaret. La colección se publicó originalmente en VHS en 1982 y en Betamax y Laser Disk, y posteriormente se reeditó en DVD. Siguió trabajando como modelo durante toda la década de 1980, y en 1991 protagonizó el vídeo Striptacular de la página 3 Linzi Drew. En 1996, el periódico The People informó de que Daly, que en ese momento protagonizaba anuncios de televisión para First Choice Holidays, era una "reina del cine azul" que había protagonizado "vídeos pervertidos con escenas de bondage y sexo lésbico" y dijo que las revelaciones serían un shock para los jefes de la empresa de reservas de vacaciones.
Durante este tiempo, Daly también trabajó como estríper, además de aparecer en varios concursos y programas de televisión, incluyendo papeles en la producción más cara de la BBC Two producida en aquella época, Our Friends in the North. Daly también ha participado en lecturas de obras en el Royal Court Theatre de Londres.
Daly fue una de las primeras modelos de la gama de lencería Agent Provocateur, y apareció en televisión en The Big Breakfast y Kilroy promocionando la marca.

### En prensa
Eileen Daly ha sido modelo de portada para diversas revistas, como Skin Two, Time Out, Bizarre, The Dark Side, The Chronicles, Redeemer, Bite Me y Bloodstone. Muchas de estas han incluido reportajes sobre Daly. También colaboró con artículos y escribió columnas para varias revistas en la década de 1990.
Daly era colaboradora habitual y columnista de Dark Side, en la que escribía sobre películas de bajo presupuesto y entrevistaba a directores, productores (ella misma es productora asociada en varios proyectos), actores y técnicos que trabajan en el sector. Su columna se trasladó a la revista DVD and Blu-ray World (que a su vez dejó de publicarse) cuando la revista hizo una pausa en su publicación.

### En televisión
Daly ha actuado en varios programas de televisión y anuncios (Toyota y First Choice entre ellos), y ha aparecido en programas como Snuff Box, Our Friends in the North, EastEnders, el documental Vampyria, Sex & Shopping, Eurotrash, Beck, The Big Breakfast, Kilroy, Fantasy By Gaslight y The Fast Show. También tuvo un papel no acreditado como hembra humana de ejemplo en la serie escrita y presentada por Desmond Morris The Human Animal sobre el lenguaje corporal, una coproducción de la BBC y Discovery Channel emitida en 1994.
Con la creación de Redemption TV por parte de su entonces novio Nigel Wingrove, Daly tuvo la oportunidad de presentar su propio programa de revista en el que entrevistaba a músicos, actores, amigos y celebridades. Entre los entrevistados se encontraban el actor y humorista Matt Berry, Chris Adamson, Morrigan Hel y la banda Nosferatu. Durante el programa, a menudo participaba en breves sketches con sus entrevistados. Daly también filmó varias introducciones de películas europeas de terror y de culto, publicadas por Redemption TV, en las que aparecía caracterizada como el "Ángel Oscuro" en una serie de introducciones y promos especialmente rodadas para el canal de televisión Bravo (que entonces emitía sobre todo ciencia ficción y terror).
A finales de 2012, Daly rodó una comedia ambientada en un sex shop llamada Sexxx para el recién estrenado canal de televisión Loaded. La serie comenzó a emitirse a finales de noviembre de ese mismo año. Daly también ha sido concursante habitual de celebridades en el programa de juegos de Loaded TV Come Again, a menudo con su antiguo coprotagonista Ben Dover.
En 2012 Eileen creó su propia productora llamada Gipsyphilia Productions. Con esta empresa comenzó su carrera como directora, escritora y productora. Uno de los primeros programas que dirigió fue Daly Does the Dead, un programa de caza de fantasmas que lleva al equipo a un hotel embrujado en Whitby. Eileen escribió los guiones de todos los espectáculos y películas, aunque la mayor parte de las actuaciones son improvisaciones. Su banda Eileen Daly and The Courtesans se encargaba de la música de las producciones. En su primer año, Gipsyphilia Productions realizó varios espectáculos de revista y de caza de fantasmas: Mr Crispin at your Cervix, Daly Does Webcam Girl, Daly Does Porn Stars, Daly Does Ghosts y también tenía varios largometrajes y espectáculos en preproducción.
Eileen participó en la decimosexta entrega de la edición británica del reality Big Brother. Fue la séptima expulsada, saliendo de la casa el 5 de junio de 2015.

### Carrera cinematográfica
Daly conoció a Nigel Wingrove y juntos crearon una empresa llamada Redemption Films. La empresa utilizó una imagen de Daly como logotipo y esto se convirtió en parte de su estrategia de marketing, ya que Daly aparecía como el Ángel Oscuro de Redemption en introducciones especialmente filmadas para las numerosas películas extranjeras y de culto que se estrenaban en el sello.
Daly ha aparecido en películas como All About Anna para Innocent Pictures, Cradle of Fear, Messages, Kannibal, Sentinels of Darkness, N(eon), Machines of Love & Hate, Razor Blade Smile, Witchcraft X, Evil Calls: The Raven, que la reunió con el director de Kannibal, Richard Driscoll, Sacred Flesh y una serie de películas con el actor estadounidense Joe Zaso, que culminaron en varias películas con el director y músico alemán Timo Rose. Estas últimas películas incluyen Darkness Surrounds Roberta, Timo Rose's Beast, Braincell, Unrated y Karl The Butcher Vs Axe. Ha actuado como productora asociada en varias de sus últimas películas.
Daly ha interpretado a un vampiro en al menos cuatro personajes diferentes y también ha puesto voz a personajes de animación, sobre todo en Monsters of the Id. Ha trabajado con Dave McKean, el artista responsable de las portadas del cómic The Sandman y de la película Mirror Mask, en su cortometraje N(eon), que está disponible en una colección de cortometrajes en DVD titulada Keanoshow.
Daly actuó en la película Demonsoul, dirigida por Elisar Cabrera, como sirviente/familiar de un vampiro, en la película de bajo presupuesto Pervirella, dirigida por Alex Chandon, como la reina de una tribu de mujeres amazonas, en la película Witchcraft X, dirigida por Elisar Cabrera, en Mistress of the Craft como la líder de un aquelarre de vampiros, en Razor Blade Smile como Lilith Silver, la protagonista de la película, una asesina a sueldo y aventurera frecuentemente vestida de fetiche que también resulta ser una vampira. Entre los premios obtenidos por Razor Blade Smile se encontraban el Gran Premio en el Festival de Cine de Gérardmer (2000), la Mención de Honor en el Festival de Cine Fantástico de Suecia (1998), un "Oscar del Vampiro" para Daly en Vampyria II en Londres, y la película ganó la mayoría de los principales premios en el primer Festival de Cine de Serie B (1999), incluyendo el de Mejor Película de Serie B, Director (Jake West), Actriz (Eileen Daly), Cinematografía y Efectos Especiales.
La revista SFX votó al personaje de Lilith Silver como el 30.º vampiro más sexy de todos los tiempos. Daly también ha protagonizado la película Kannibal (Headhunter), dirigida por Richard Driscoll, con la reina del grito estadounidense Linnea Quigley, en la que su personaje fue crucificado en pantalla por segunda vez (la primera fue Sentinels Of Darkness), y protagonizó el tercer segmento de Cradle Of Fear, dirigida por Alex Chandon, en el papel de la novia de un hombre que ha perdido una pierna y ha perdido su deseo sexual (la canción de Daly "Plastic Surgery" se incluye en una escena), en Machines of Love and Hate como la madre de una joven que atropella accidentalmente a un autoestopista, en la película All About Anna, dirigida por Jessica Nilsson, en la que interpreta a Camilla, una compañera de piso de Anna, una de las varias películas realizadas para atraer al público femenino que incluye escenas de sexo duro y de carácter adulto. La película cumple con un "Manifiesto del Poder Peludo" que establece estrictas directrices sobre lo que debe y no debe incluirse en la película para que se adapte a la sensibilidad femenina y no a la masculina.
Daly también ha protagonizado Darkness Surrounds Roberta en el papel de la gerente de una agencia de acompañantes/modelos de la que han sido asesinadas tres chicas, en Timo Rose's Beast como la madrastra del personaje principal Alex (Daly también actuó como productora asociada en la película), y en la película Rose - The Movie, dirigida por Kemal Yildirim, estrenada en el Festival de Cine Independiente de Londres en 2012 y ganadora del prestigioso "premio Van Gogh" en el festival de cine de Ámsterdam de 2012, como matriarca en un mundo de pesadilla de criminales, traficantes de drogas, luchadores callejeros y proxenetas.

### Carrera musical
Daly formó la banda Jezebel en 1998. Tocaban música descrita por Daly como "una mezcla ecléctica de rock, gótico y cuentos de hadas perversos". El primer álbum, Forbidden Fruit, se publicó el 26 de marzo de 2004 bajo el sello discográfico Triple Silence, vinculado a Redemption. Un tema del álbum, titulado Plastic Surgery, apareció en el CD de la banda sonora de la película Cradle of Fear. Otro tema, retitulado You're So Cute, aparece en la película All About Anna, interpretado en pantalla por Daly. Daly lanzó un sencillo titulado Persuasion y lo interpretó en el programa Eurotrash, en el que fue entrevistada sobre su carrera hasta la fecha. Trabajó con el productor y músico Steven Severin, que había puesto música a la película Visions of Ecstasy para Nigel Wingrove.